# Moschee

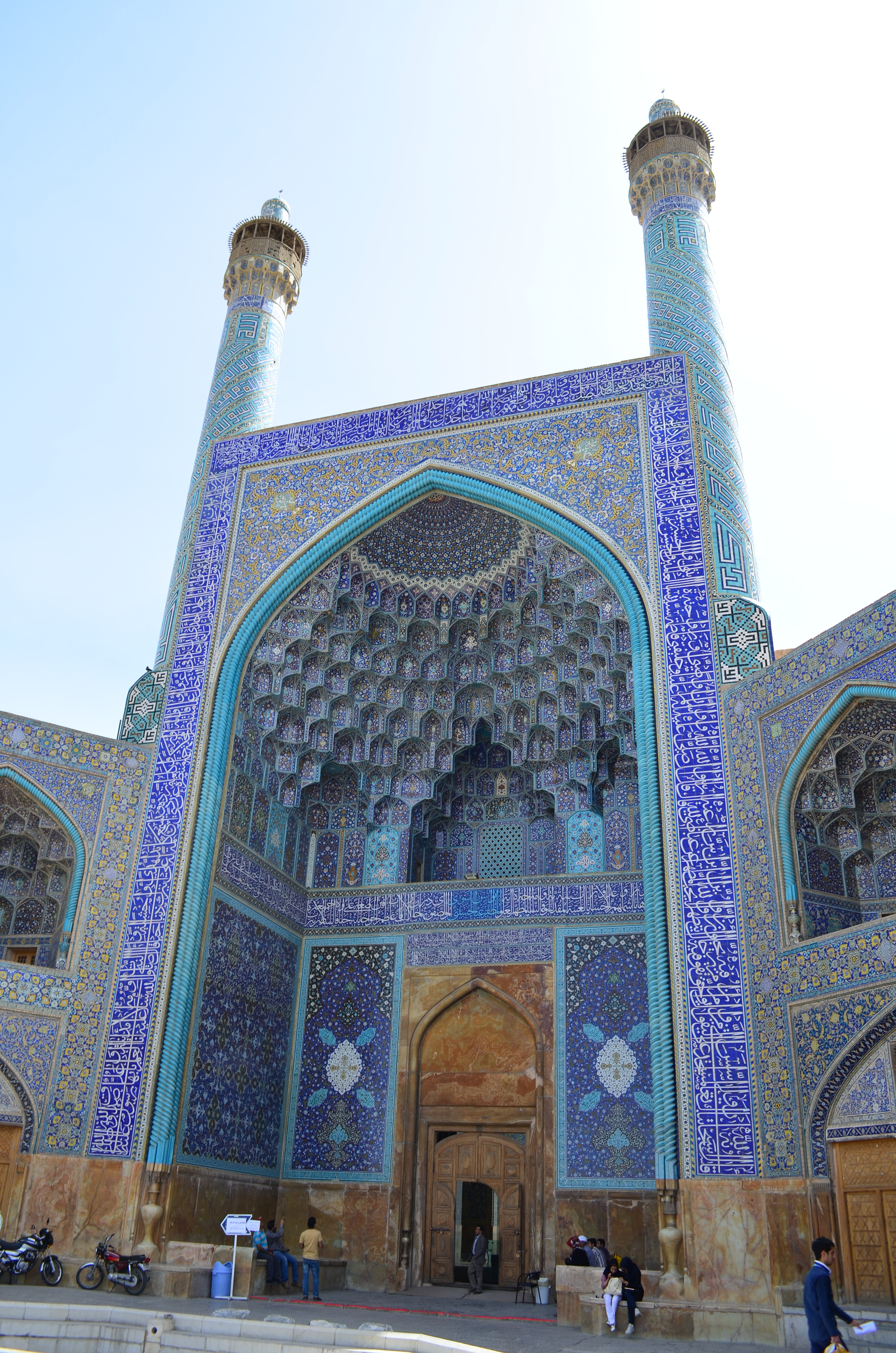
Intrarea în Moscheea Shah din Iran

Moscheea (în arabă مسجد masjid) este un lăcaș de cult, pentru  musulmani, unde aceștia se roagă și se întrunesc în scopul unor activități de educație religioasă. Fiecare moschee are un imam care conduce rugăciunile. Primele moschei au apărut în secolul al VII-lea. Cele mai importante moschei sunt Al-Masjid al-Haram din Mecca , Moscheea Quba și Al-Masjid al-Nabawi din Medina, apoi, Moscheea Al-Aqsa din Ierusalim, Moscheea Omaiazilor din Damasc etc. Moscheile erau specifice Peninsulei Arabe, însă s-au răspândit odată cu religia islamică în multe alte zone ale lumii.
Moscheile construite în alte zone decât cele arabe împrumută elemente arhitecturale din zonele respective. Cele din China împrumută stilul arhitectonic specific chinezesc, mai precis forma și culoarea pagodelor, pe când în Europa se întâlnesc moschei cu influențe arhitecturale europene. 
Moscheea este locul unde musulmanii socializează conform tradiției islamice. Cea mai importantă perioadă a anului in  tradiția islamică este Ramadan-ul, când musulmanii merg foarte des la moschee pentru a se ruga și a îndeplini datinile. Conform tradiției, musulmanii nu au acces în moschee decât după ce se spală și își lasă încălțămintea la intrare. Conform Coranului femeile se pot ruga acasă, dar și la moschee. Rugăciunile se țin în sala de rugăciuni a moscheii unde există locuri separate de rugăciuni pentru femei și bărbați. Barbații musulmani, la nevoie, se pot ruga la ceasurile potrivite și în afara moscheii, în orice loc s-ar găsi.
Arhitectura originală a moscheilor prevede construirea unor cupole deasupra centrului sălii de rugăciuni, precum si minarete, de asemenea și grădini interioare unde credincioșii musulmani se pot odihni. Moscheile construite în zonele cu populație minoritară musulmană sunt utilizate nu numai ca lăcaș de cult, ci și ca loc de întruniri, inclusiv mitinguri de protest ale acestora. Astfel în urma conflictelor în jurul unor revendicări religioase, naționale și sociale între populația islamică și cea de alte etnii și confesiuni majoritare se pot ivi conflicte între populația majoritară și musulmani, precum si in urma unor atacuri rasiste sau de ura religioasa apar uneori acte de vandalism până la atacuri cu bombă contra unor moschei. Un exemplu este Moscheea Babri din India, distrusă de hindușii extremiști în 1992. Începând cu anii '80, Arabia Saudită a finanțat un proiect de construcție a moscheilor în toată lumea în valoare de miliarde de dolari din care s-au construit în total 1500 de moschei.

## Etimologie
Cuvântul originar pentru moschee în arabă este masjid având semnificație de loc de rugăciune sau de inchinare. Acesta este un substantiv derivat din verbul sajada (însemnând a se închina). Cuvântul provine din limba arameică, înrudită cu araba și ebraica, și datează din secolul al V-lea î. Hr., întâlnindu-se și în vocabularul altor limbi cum ar fi arabilor nabateeani și ebraica, cu aceeași semnificație.
Cuvântul corespondent în limba engleză pentru moschee este „mosque” și provine de la spaniolul mezquita. În secolele XV, XVI, XVII cuvântul a avut diverse variante împrumutate din limbi ca franceza medie, italiană și spaniola veche, astfel cunoscând până în zilele noastre variante precum „Moskea”, „muskez”, „moschy” și „mos'keh” . 
Cuvântul moschee provine în limba română din cuvântul francez mosquée, care la rândul său provine prin mediere italiană și spaniolă din termenul arab "masjid".

## Istorie
Acum aproximativ o mie de ani moscheile erau niste edificii mai spațioase, simple, cu intrări mari și minarete. De-a lungul timpului au început încetul cu încetul să se distingă de clădirile obișnuite din jur, devenind un tip anume de construcție specific lumii arabe și islamice.

### Primele moschei
După credințele islamice, cel mai important loc sacru islamic este sanctuarul Kaaba din Mecca, Arabia Saudită, construit de profetul Ibrahim (Avraam) și fiul său Ismail (Ismael) după voința lui Allah (Dumnezeu), însă cea mai veche moschee construită de musulmani este Moscheea Quba din Medina.

### Influențe arhitecturale în construirea moscheilor
Arhitectura moscheilor diferă de la o zonă la alta deoarece au fost împrumutate elemente arhitecturale specifice zonei de amplasare. Un exemplu elocvent este Egiptul unde se întâlnesc un mare număr de moschei ce au fost construite începând cu anul 640, o dată cu cucerirea țării de către arabii musulmani.
Moscheile clădite în Sicilia și Spania și-au păstrat un stil original arab sau maur, neîmprumutând elemente arhitecturale specifice zonei.

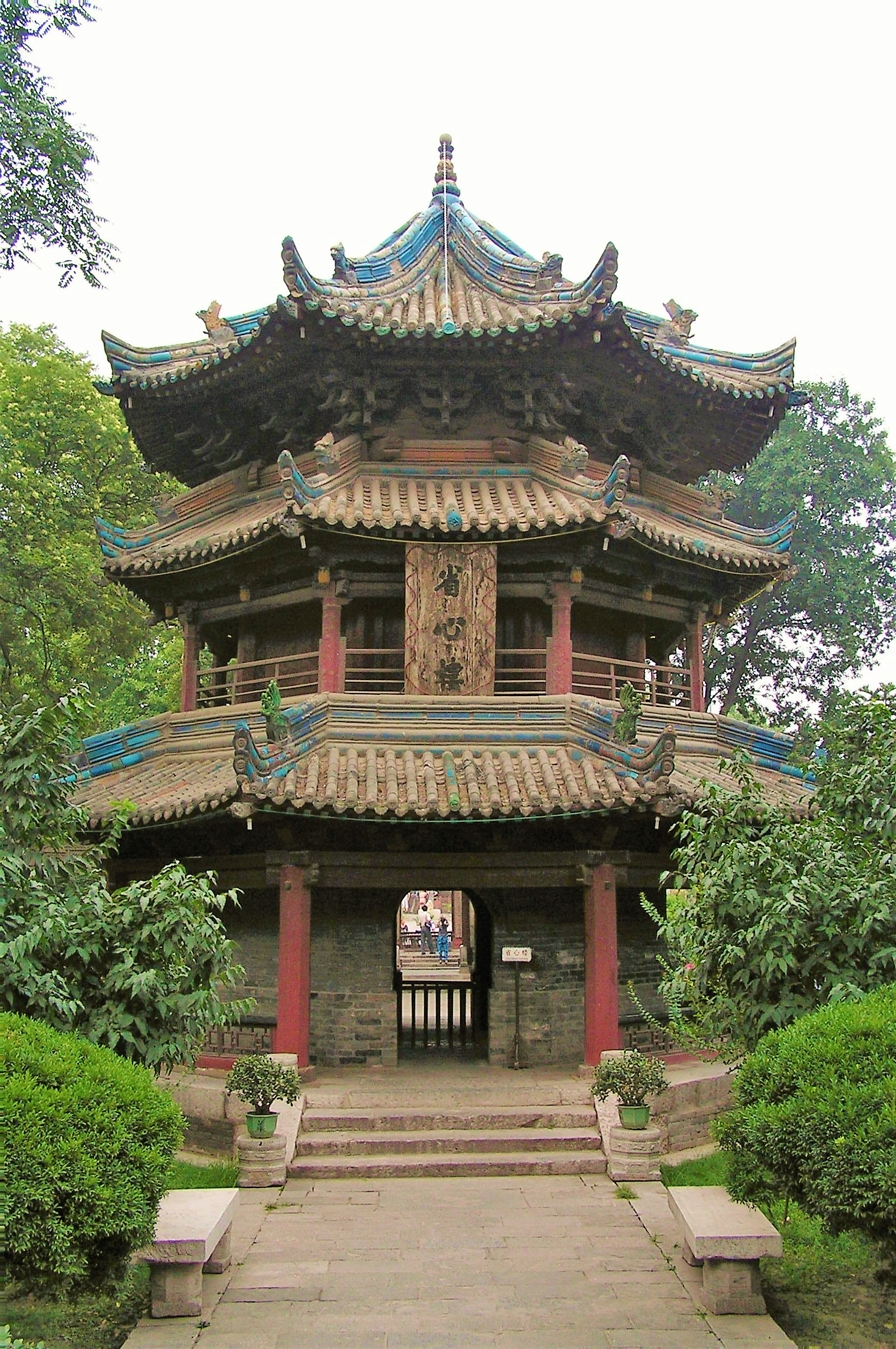
Marea Moschee din Xi'an.

În vestul Chinei, în Turkestanul chinez sau Uiguria, moscheile seamănă mai mult cu cele arabe, dar pe măsură ce se înaintează spre est apar tot mai mult elemente arhitecturale chinezești îmbinate cu cele arabe. Primele moschei din China au fost ridicate în secolul al VIII-lea în localitatea chineză Xi'an, cea mai cunoscută fiind Marea Moschee din Xi'an. Această moschee a adoptat o arhitectură tradițională chinenezească, fiind diferențiată de celelalte moschee prin faptul că are acoperișul galben, după tipicul templelor budiste.
În secolul al XV-lea , moscheile au început să apară și în Indonezia în primul rând în insulele Java și Sumatra. Arhitectura budistă, hindusă sau chineză a influențat și aici aspectul moscheelor.
```
Moscheile indoneziene sunt construite fără cupole, nerespectând linia arhitecturală arabă, în schimb au acoperișuri etajate asemanator cu pagodele sau templele hinduse balineze, stil folosit încă și azi. Un număr important de moschei vechi au rămas intacte și astăzi pe coasta de nord a insulei Java, printre acestea aflându-se 
Marea Moschee din Demak
 construită în 1474 și 
Marea Moschee din Yogyakarta
. Stilul moscheilor javaneze a influențat și arhitectura celor din țările apropiate acesteia precum: 
Malaysia
, 
Brunei
, și 
Filipine
.
[
6
]
```

În India moscheile au apărut în timpul Imperiului Mogul în secolul al XVI-lea și al XVII-lea, unde s-au distins și ele printr-o arhitectură proprie locului, ca de pilda Moscheea Jama din Delhi.
În Imperiul Otoman, al cărui nucleu principal a fost Turcia de azi, moscheile au apărut o dată cu primii turci musulmani. Unele moschei precum Hagia Sophia din Istanbulul de azi, au fost mai întâi biserici sau catedrale ale Imperiului Bizantin, după care au fost transformate în moschei, ceea ce le explică stilul arhitectonic. Specific moscheilor otomane erau plafoanele înalte, minaretele multiple și fațadele largi îmbinate cu elemente tradiționale precum mihrab-ul. Astăzi Turcia deține un mare numar de moschei cu arhitectură tipică otomană.

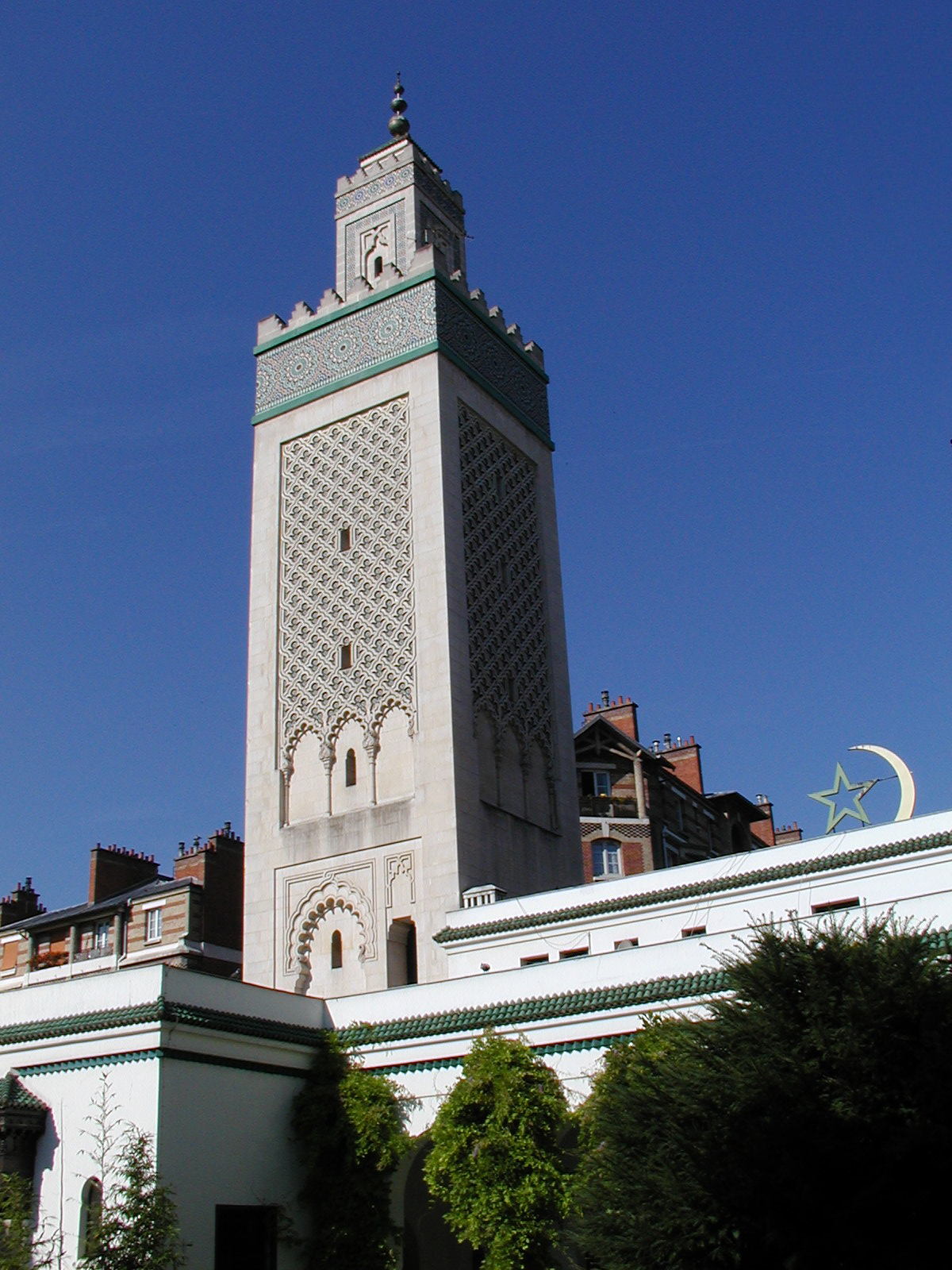
Marea moschee din Paris.

În Europa există în diverse zone moschei construite în număr mai mare o dată cu venirea musulmanilor pe continent. Orașe mari precum Roma, Londra și München, dețin moschei ce au fost clădite dupa cerințele arhitecturii tradiționale arabe cu domuri și minarete. Moschee mai mici se pot întâlni de asemenea în zonele suburbane ale marilor orașe europene, un exemplu fiind Moscheea Shah Jahan din Woking, Marea Britanie. 
In zonele Europei care au fost sub dominație otomană ca Grecia, Bosnia și Herțegovina, Albania, Serbia, moscheile au un aspect specific otoman.
În Statele Unite ale Americii, moscheile au apărut la sfârșitul secolului al XX-lea, actualmente, numărul lor crescând în ultimul deceniu (intervalul 2000–2010), de la 1.209 la 2.106, înregistrându-se astfel o creștere puternică de 74% în doar 10 ani. Emigrarea musulmanilor din Asia de Sud a făcut ca numărul moscheilor să crească mai alert după anul 1950 astfel înregistrându-se creșteri cu 80% după 1970 și cu 50% după 1980.

### Convertiri
După scrierile istoricilor musulmani, mai multe biserici și sinagogi au fost transformate în moschei, fie după cucerirea unor orașe nemusulmane fie prin impunerea unor tratate prin care musulmanilor li se permitea să transforme bisericile în moschei. Un astfel de tratat a fost aplicat la Damasc, în anul 705 d. Hr. când califul Abd al-Malik a transformat bazilica Sf. Ioan într-o moschee. Se mai spune că Abd al-Malik a convertit zece biserici din Damasc în moschei. După cucerirea Constantinopolui, sultanii otomani au preschimbat și multe biserici în moschei, intre ele cea mai renumită fiind Hagia Sophia. În unele astfel de noi  moschei s-au păstrat sanctuarele creștine sau iudaice închinate de pildă unor personaje biblice respectate și de cultul mahomedan , ca de exemplu la sanctuarul patriarhilor din Hebron în Palestina.
În Spania se întâlnește fenomenul invers celui din Turcia, aici moscheile fiind în cele din urmă transformate în biserici catolice după înfrângerea musulmanilor sau a "maurilor" de către Reconquista  spaniolă, încheiată în 1492.
Printre cele mai vestite moschei transformate se află Marea Moschee din Cordoba, dar există și unele cazuri în care moscheile transformate în biserici au redevenit moschei.

## Influențe religioase

### Rugăciuni

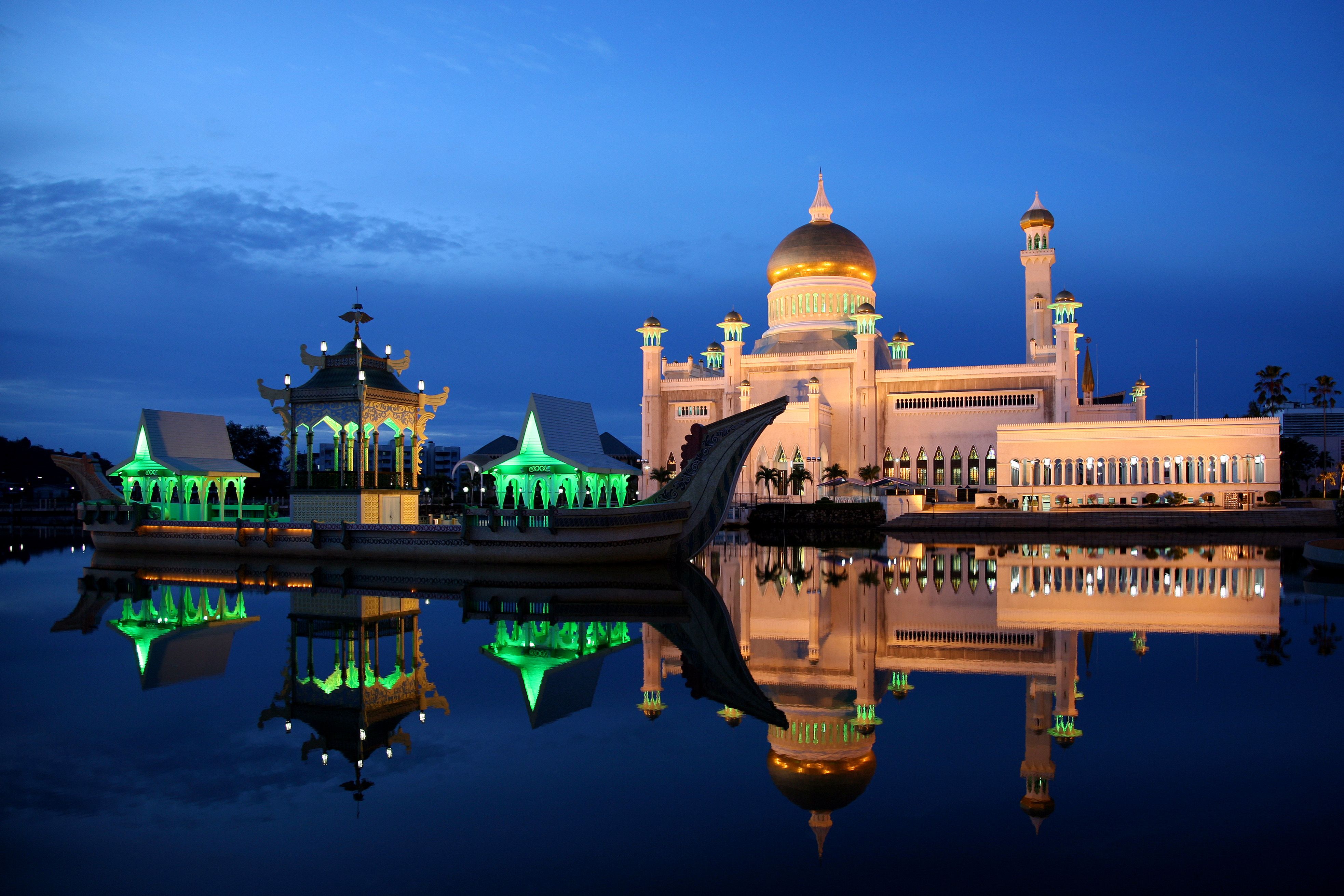
Moscheea
Sultanul Omar Ali Saifuddin din Brunei.

Zilnic musulmanii trebuie să practice „salahul”. Acesta constă în a face de cinci ori pe zi o rugăciune ce aparține celor Cinci Stâlpi ai Islamului. Pe lângă rugăciunile zilnice, există rugăciuni speciale făcute vinerea, sâmbăta(Sabt), de sărbători precum Aid al-Fitr și Aid al-Adha și rugăciuni pentru înmormântare sau cu ocazia unor eclipse.
Rugăciunea de înmormântare numită salat ul-janazah este ținută de obicei într-o curte sau o piață din aproprierea unei moschei, in prezenta tuturor rudelor și a imamului. În cazul eclipselor, musulmanii au rugăciuni specifice acestora.
Pentru sărbătorile cu importanță mai mare în tradiția islamică în cazul în care moscheea este neîncăpătoare se pot închiria spații publice de dimensiuni mari. În calendarul islamic, există două mari sărbători și anume Aid al-Fitr și Aid al-Adha care se celebrează de obicei în moschei cu spații larg deschise, pentru a cuprinde numărul mare de credincioși veniți la ceremoniile rituale specifice sărbătorilor. În țările unde Islam-ul este religia majoritară rugăciunile asociate acestor sărbători se practica și acasă.

### Ramadan
Articol principal: Ramadan

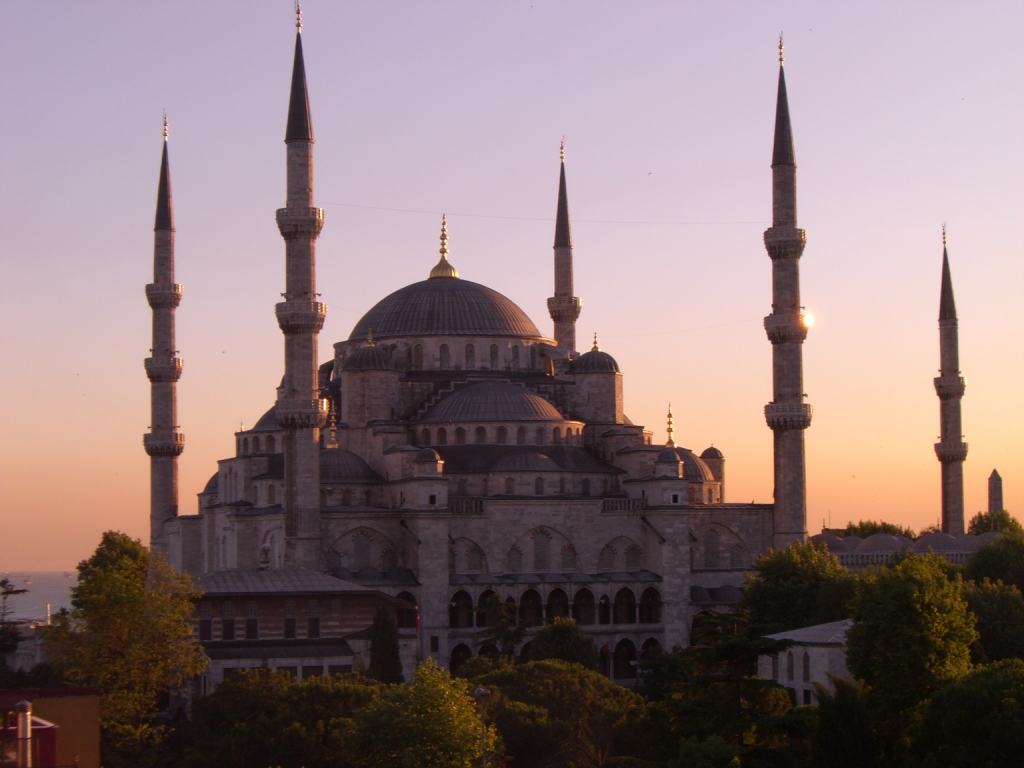
Moscheea albastră din Istanbul

Ramadanul este luna cea mai sfântă a Islamului. În această lună musulmanii țin post, iar seara li se permite sa serveasca o masă numită iftar. Iftarul este o mâncare de post servindu-se atât acasă cât și în moschei. Moscheile mici care nu au posibilitatea de a organiza o cină pentru servirea iftarului sunt scutite de această obligație.
Înainte de răsăritul soarelui tradiția islamică recomandă servirea suhur-ul, acesta fiind o mâncare ce se servește înainte de intrarea în postul Ramadan-ului și de prima rugăciune a sallah-ului. Moscheile de dimensiuni mai mari pot organiza mese pentru servirea suhur-ului ca și pentru servirea iftarului seara. Musulmanii săraci sunt absolviți de a ține postul de Ramadan, însă, conform tradiției, pot primi mâncare de la enoriașii mai înstăriți. În Islam a da mâncare unui sărac este un act onorabil, și demn de urmat.
În perioada Ramadanului, după ultima rugăciune zilnică, musulmanii pot rămâne în moscheile mai mari, unde se ține o slujbă numită tarawih ce durează aproximativ 2 ore. Tarawih-ul constă în citirea unor fragmente din Coran de către o persoană din comunitate. În ultimele zece nopți ale Ramadanului se țin toată noaptea slujbe pentru a cinsti sărbătoarea Laylat al-Qadr despre care se spune că este data la care profetul Mohamed a primit primele versete din Coran.

În ultimele zece zile ale Ramadanului bărbații musulmani pot merge la moschee pentru a participa conform tradiției, la așa numitul
„itikaf”. Acest obicei constă în faptul că cine doreste poate rămâne în moschee timp de zece zile pentru a se purifica prin rugăciune. Restul familiei se va ocupa de prepararea mâncărurilor și aducerea acestora la moschee.

### Donații
Pentru a îndeplini a treia regulă din Cei Cinci stâlpi ai Islamului, musulmani practică zakat, obicei dupa care cei  înstăriți oferă produse alimentare și alte daruri săracilor. Această datină  filantropică este practicată mai des în timpul sărbătorii Aid al-Fitr.

## Rolul în politica actuală
Spre sfârștul secolului al XX-lea numărul moscheilor în lume a crescut datorită implicării instituțiilor statelor în construirea acestora  paralel cu avâatul miscarilor fundamentaliste sau cu scopul înrolarii ideologiei prestigioase a religiei în sprijinul politicii oficiale.

### Moscheile în politică.  Rolul lor în viața comunităților islamice minoritare
În statele unde populația musulmană este minoritară, moscheea reprezintă pe lângă un lăcaș de cult și un loc unde aceasta se poate reuni si asculta predici in limba ei de origine, poate protesta și a-și face cunoscute nemulțumirile.

### Moscheile în vâltoarea  conflictelor intraconfesionale, din cadrul lumii Islamului și în cea a conflictelor interconfesionale sau interetnice
In războaie civile cu caracter religios sau național în interiorul lumii arabe și islamice unele moschei și sanctuare religioase ale diferitelor curente islamice - ca de pildă șiite sau sunite etc. în Irak, Liban, Afghanistan sau Pakistan - au servit pe de o parte drept tribună pentru predicatori lideri de mișcări religioase politice sau paramilitare, pe de altă parte , clădirile, uneori de mare valoare artistică și istorică ale unor astfel de lăcașuri de cult, au fost supuse împreună cu zeci și sute de credincioși sau pelerini care le frecventau, la atentate distrugătoare cu bombe puse la cale de mișcari violente extremiste ale curentelor rivale.  
Un astfel de act barbar contrar spiritului religiei islamice a fost recenta aruncare în aer in februarie 2006 și apoi in iunie -iulie 2007 de către teroriști suniți, a marii moschei șiite Al -Askariye din Samarra, Irak.
Un alt exemplu a fost cel al unei moschei afgane în care în urma unui atac cu bombă sinucigaș au fost omorâte cel puțin 19 persoane.
Spre sfârșitul secolului XX, și începutul secolului XXI, un număr mic de moschei în Occident și în Orientul Mijlociu au servit drept ascunzători pentru diverse persoane ce au săvârșit acte de teroare sau infracționale,  un exemplu fiind moscheea Finsbury Park din Londra și utilizarea în scopuri militare a unor moschei din Fâșia Gaza de către mișcarea fundamentalistă palestineană Hamas.
Bineînțeles acestea nu sunt singurele cazuri din istorie unde fanatici religioși de diferite credințe și nu numai musulmani, au exploatat unele lăcașuri de cult în scopuri de ațâțare la ură sau de activități subversive sau militare.
Datorită prestigiului religios, importanței naționale și valorii emoționale date moscheii, ca și in cazul locurilor de cult ale altor credințe, aceasta poate deveni ținta principală și a adversarilor fanatici de altă credință sau neam. Astfel Moscheea Babri care a fost construită în India, la Ayodhya pe locul unui templu hindus care marca locul tradițional al nașterii zeului indian Rama,  violențele declanșate între hinduși și musulmani au dus în final în data de 6 decembrie 1992 la dărâmarea moscheii de către o masă de aproximativ 200.000 de hinduși fanatizați și ațâțați. Aceste acte se aseamănă cu tulburările   și atentatele cu bombe de la Bombay din 1993 în urma cărora au fost victime 257 persoane.În aprilie 2006, în India au mai avut loc două atacuri cu bombă la moscheea Jama Masjid. În America în urma atacurilor din 11 septembrie asupra Turnurilor gemene de la New York de către extremiști din organizația fanatică islamistă Al Qaeda, câteva moschei au fost vandalizate sau distruse de extremiști islamofobi.
În unele situații din trecutul popoarelor, de pildă ale unor răscoale justificate de eliberare naționala sau socială, lăcașuri de cult musulmane sau de alte religii au fost folosite în scopuri de activități clandestine și de patrioți călăuziți de idealuri constructive din rândurile credincioșilor sau deservenților de cult.

### InvestițiileArabiei Sauditeîn construirea de moschei în lume
Deși Arabia Saudită s-a implicat încă din anii '60 în finanțarea construirii moscheilor în diverse locuri din lume, mai semnificativ în acest proiect s-a înregistrat începând din anii '80 până în prezent. Astfel s-au cheltuit 45 miliarde de dolari americani pentru finanțarea construirii atât a moscheilor dar și a școlilor islamice în lume.  Conform datelor statistice din ziarul Ain al-Yaqeen din 2002 din aceste fonduri s-au construit un total de 1500 moschee, și 2000 de școli islamice în afara granițelor Arabiei Saudite. Dintre aceste moschei prioritate au avut-o cele din comunitățile islamice ale altor țări. După căderea Uniunii Sovietice în 1992, Arabia Saudită, a contribuit in mare masura la refacerea și construirea moscheilor din Afghanistan și din noile state independente din Asia Centrală ex-sovietică și Caucaz. Moscheea Regele Fahd  din Culver City, California și Centrul Cultural Islamic din Roma reprezintă două investiții importante ale Arabiei Saudite deoarece pentru acestea s-au investit 8 milioane și respectiv 50 de milioane de dolari pentru construirea lor.
Un alt stat care a avut inițiative de finanțare a construcției de moschei, mai ales în lumea Africii negre, a fost Jamahiriya Libiană.

## Arhitectura

### Stiluri
Stilul arhitectural al moscheilor persane a împrumutat elemente de stil din arhitectura palatelor persane din vremea Parților și a Sasanizilor. Astfel intrarea principală a moscheii persane are în partea superioară arcade, de asemeni domul folosește același stil precum acoperișul palatelor persane. După ce Persia a fost invadată de arabi, arhitectura moscheilor arabe din regiune împrumută și elemente arhitecturale parte și sasanide. Cele două stiluri, atât cel part cât și cel sasanid, prin îmbinarea lor au contribuit la nașterea stilului islamic folosit în construcția unor moschei din zilele noastre. Exemple pot fi moscheile în formă literei T, cele din Califatul Abbasid etc.
În timpul Dinastiei Omeiazilor planurile arhitecturale ale moscheii erau dreptunghiulare sau pătrate. Acest tip de moschee este printre cele mai vechi deoarece au hipostiluri cu plafoane plate, susținute de foarte multe șiruri de coloane. Un exemplu elocvent este Mezquita de Córdoba al cărui hipostil este format din peste 850 de coloane ce susțin plafonul acestuia. Moscheile în stil vechi erau înconjurate de grădini ce serveau ca loc de așteptare al musulmanilor până când aceștia găseau un loc liber pentru rugăciunea de vineri. Grădinile erau proiectate cu hipostile folosite ca loc de odihnă.
Începând cu secolul al XV-lea  otomanii introduc în arhitectura moscheii domul central de dimensiuni mari și centrat pe sala de rugăciuni 
cu influențe din stilul lăcașelor de cult bizantine. Pe lângă domul central, moscheea are și domuri mai mici în sălile unde nu se țin rugăciuni.
Un alt tip de moschee este moscheea Iwan ce are specific grădina interioară în locul domului central. Această grădină este folosită ca loc de rugăciune, iar în jurul acesteia se află clădirea moscheii. Moscheea Iwan este specifică arhitecturii iraniene, fiind întâlnită mai des în Iran.
O arhitectură aparte o prezintă Hajja Soad,forma ingenioasa a acesteia fiind piramidală.

### Minaretele
Articol principal: Minaret

Un muezin practicând Adhan-ul.

Ca element comun al moscheilor, indiferent de stilul arhitectural adoptat sunt minaretele. Acestea sunt turnuri înalte aflate în colțurile moscheilor fiind, cele mai înalte puncte ale acesteia. De remarcat este Moscheea Hassan II din Casablanca, Maroc, care posedă cele mai înalte minarete din lume.
Există moschei fără minarete, acestea fiind primele moschei din vechime, dar și cele ale islamului conservator wahabit. Prima minaretă a fost construită în anul 665 la Basra în Irak în timpul domniei califului omeiad Muawiyah I. Acesta a încurajat construirea minaretelor, care erau folosite de muezini pentru adunarea musulmanilor la rugăciuni, ele fiind un corespondent al turlelor cu clopot ale bisericilor creștine.
Pentru fiecare moschee adhan-ul se face de către un muezin ce anunță musulmanii. Adhan-ul este chemarea musulmanilor la rugăciunile zilnice ale sallah-ului. În țările unde comunitățile islamice sunt minoritare, adhanul nu este permis datorită tulburări liniștii publice. Pentru moscheile fără minarete, muezinul face adhanul în interiorul acesteia.

### Domurile
Domul sau cupola moscheii este o parte importantă din această construcție, fiind situată în centrul edificiului, deasupra sălii de rugăciuni. Primele domuri ale moscheilor erau de dimensiuni mici, însă de-a lungul timpului acestea au căpătat dimensiuni din ce în ce mai mari ajungând în zilele noastre la dimensiuni impresionante. Construcția domurilor a fost determinată de semnificația acestora, mai precis reprezentând raiul sau cerul cu stele. În India, Mogulii au popularizat forma de ceapă a domurilor din Asia de Sud și Persia. Unele moschei au pe lângă domul din centru de dimensiui mari, alte domuri mai mici.

### Sălile de rugăciune
Sălile de rugăciuni ale moscheilor, cunoscute și sub numele de musalla, sunt spațioase și nu au piese de mobilier cum ar fi scaune, bănci etc. tocmai pentru a fi generoase din punct de vedere al spațiului și a cuprinde un număr mare de musulmani. Pereții sălilor de rugăciuni sunt ornamentate cu pasaje și versete din Coran în scopul de a face cunoscute anumite mesaje ale cărților sfinte ale Islamului. Peretele opus intrării în sala de rugăciuni, este un loc important al moscheii numit quiblah, unde musulmanii obișnuiesc a se așeza cu fața spre acesta pentru a se ruga. Un accesoriu important al qiblah-ului, este mihrab-ul ce constă într-o nișă centrală a peretelui cu rol de a indica direcția spre Mecca, Arabia Saudită, direcție spre care musulmanii se așază pentru a-și face rugăciunea. Tot pe partea unde este localizat mihrabul se află minbarul, un spațiu important al moscheii unde în zilele de vineri sunt spuse rugăciuni și povețe (khutbah) de către un khatib. În celelalte zile ale săptămânii, cele cinci rugăciuni zilnice sunt conduse de către imam ce stă în mihrab.

### Încăperi de purificare
Pentru a intra în moschee, prin tradiție, musulmanii trebuie sa fie curați, de aceea există mici construcții exterioare cu fântâni, unde aceștia se pot spăla. Aceste construcții sunt prevăzute cu spații unde musulmanii își pot lăsa încălțămintea și hainele mai groase (cum ar fi paltoane etc.) până la ieșirea din moschee.

## Reguli și etichete

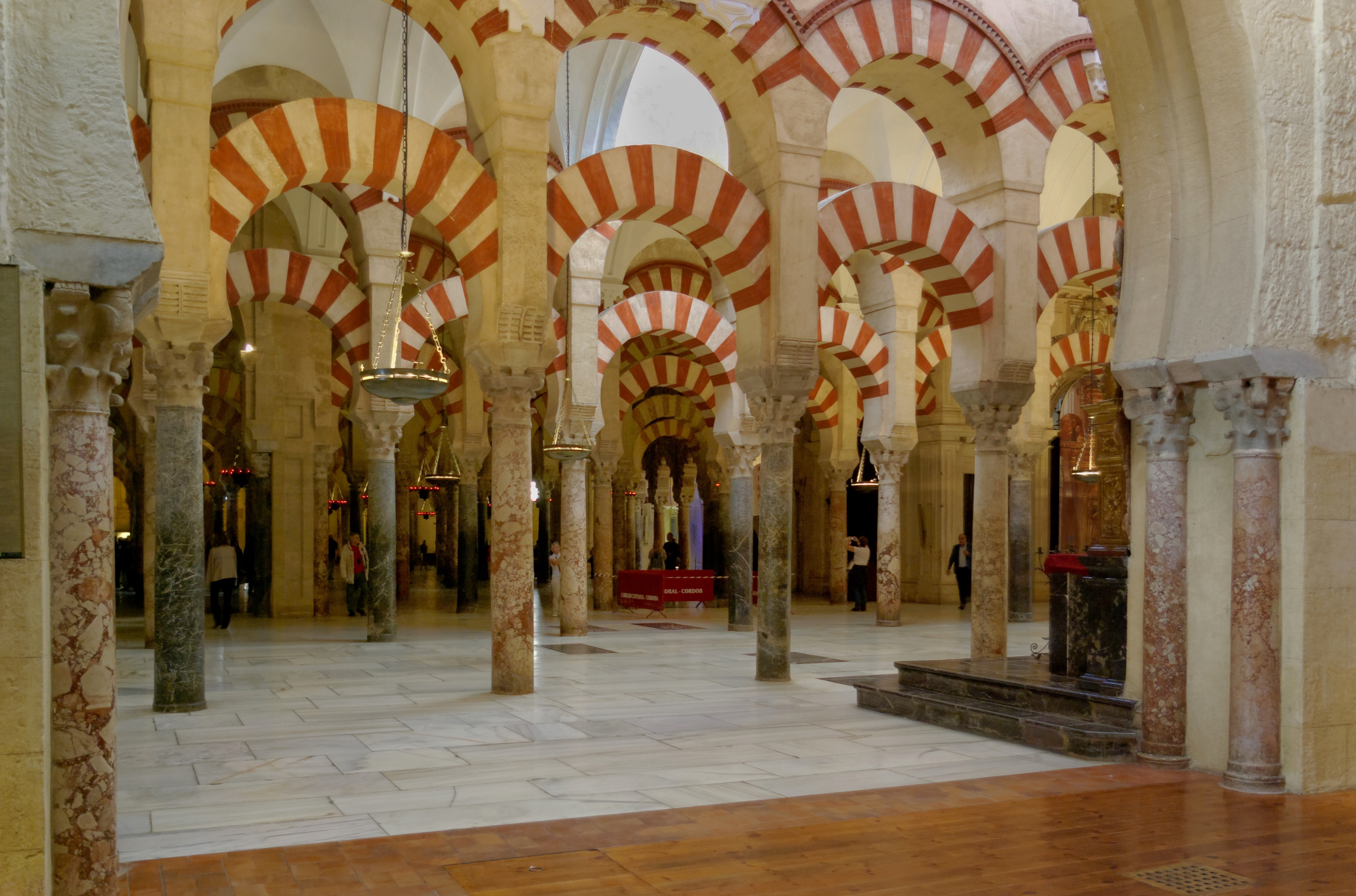
Marea Moschee din Cordoba, Spania este una din moscheile cu hipostile.

Pentru a se ruga și participa la slujbele religioase în moschee, musulmanii trebuie să respecte regulile generale aplicate tuturor moscheilor 
cum ar fi accesul musulmanilor fără încălțăminte în sala de rugăciune, dar și regulile particulare ce diferă de la o moschee la alta.

### Conducătorul rugăciunilor
O regulă importantă pentru fiecare moschee, indiferent că este de stat sau privată este să aibă un conducător permanent numit imam. Pentru moscheile susținute de instituțiile statului, imam-ul este numit de către acestea, iar pentru moscheile private, conducătorul ceremoniilor de rugăciune este numit prin vot de către comunitate. Pentru a fi imam într-o moschee, persoana în cauză trebuie să fie onestă și să aibă studii de specialitate. Din punct de vedere al școlii Hanafi, o persoană poate să devină mai ușor imam în cazul în care aceasta însăși construiește o moschee.
Un imam poate conduce rugăciunile de vineri dar și cele zilnice, totuși există controverse de diferitele școli cu caracter religios ale islamului. Astfel școlile Hanafi și Maliki susțin că imamul poate conduce și rugăciunile zilnice, și cele de vineri în timp ce școlile Shafi'i și Hanbali nu sunt de acord cu acestea. De aceea pe lângă imam, mai există și alți conducători de rugăciuni. aceștia fiind împărțiți după tipurile de rugăciuni conduse, și anume:rugăciunile zilnice, rugăciunile de vineri, sau rugăciuni pentru diverse sărbători și alte ocazii din timpul unui an.
Religia islamică prevede conducători de rugăciuni separat pentru fiecare sex. Astfel pentru bărbați există un conducător de rugăciuni de același sex, aceeași regulă aplicându-se și în cazul femeilor.

### Curățirea
Pentru a avea acces în moschee, musulmanii trebuie să respecte câteva reguli de bază: astfel ei vor veni spălați, și nu vor mânca înainte de a intra alimente puternic mirositoare. De asemeni o dată ajunși la moschee, ei se vor mai spăla la fântânile special amenajate, în sensul purificării, înainte de rugăciune. Pentru a intra în sala de rugăciuni, musulmanii se descalță lăsând încălțămintea la intrare. În unele moschei zona unde este interzis accesul cu încălțăminte se extinde și la alte încăperi ale acesteia.

### Îmbrăcămintea
Tradiția islamică impune reguli privind vestimentația atunci când se intră într-o moschee. Aceasta trebuie să fie cât mai simplă, să acopere întreg corpul, fiind purtate atât de bărbați cât și de femei. Dintre numeroasele ținute vestimentare în acest scop, cea mai folosită este cea din Orientul Mijlociu.

### Concentrarea
Pentru a se desfășura în liniște rugăciunile, persoanele o dată intrate în moschee nu au voie să dezbată alte subiecte decât cele cu specific religios, dar în acelaș timp nu au voie să vorbească tare. Este interzis și considerat necuviincios a trece prin fața unei persoane în timp ce se roagă. Religia islamică recomandă ca în sala de rugăciuni pereții acesteia cât și covoarele să fie decorate cât mai simplu pentru a nu distrage atenția de la rugăciuni. De asemenea este indicat ca nici hainele persoanelor ce vin să se roage să fie cât mai simple fără impremuri ce ies în evidență.
=== Separarea sexelor === Pentru a se ruga în sala de rugăciuni a moscheii, trebuie respectate reguli privind locul unde se așază bărbații și femeile. Astfel se așază mai întâi bărbații și apoi femeile, aceștia formând rânduri paralele cu peretele qiblah. După scrierile profetului Mohamed ar trebui ca femeile să se roage acasă, însă nu este interzis ca acestea să se roage și în moschee.  Al doilea calif Omar I susținea că cel este preferabilă interzicerea accesului femeilor în moschee, locul cel mai adecvat pentru rugăciuni fiind acasă. Acest lucru era recomandat pentru evitarea unor abuzuri mai ales pe timp de noapte. În 870 guvernatorul orașului Mecca a delimitat în sala de rugăciuni a moscheii un spațiu special pentru femei, punând funii printre stâlpii de susținere ai acesteia. Moscheile construite recent au spațiu delimitat pentru femei și bărbați sau chiar încăperi separate, cum este în cele din sudul și sud-estul Asiei. Există totuși în număr mai mic și moschei în care accesul la rugăciune pentru femei este cu totul interzis.

### Accesul persoanelor nemusulmane în moschee
Coranul permite pătrunderea în moschee în calitate de vizitatori și persoanelor de altă religie decât cea islamică cu condiția ca religia acestora să fie monoteistă. Aceste persoane nu au voie să mănânce și să doarmă în moschee sau să se roage. De-a lungul timpului, accesul în moschei al persoanelor de altă religie decât cea islamică a devenit un subiect de controversă. Astfel Ahmad ibn Hanbal era de acord cu intrarea acestor persoane în moschee pentru că profetul Mohamed însuși, într-o scrisoare, amintește de permisiunea acordată unor creștini precum și unor evrei să pătrundă în moschei, deoarece aceștia erau adepții unor religii monoteiste.  De o altă părere era califul Umayyad Umar II care interzicea accesul în moschee al oricărei persoane de altă religie decât cea islamică, regulă care și astăzi este păstrată în unele moschei, mai ales în Arabia Saudită.
În zilele noastre moscheile, ca și sanctuarele musulmane din Mecca și Medina, precum Marea Moschee sau Masjid al-Nabawi nu permit accesul persoanelor de altă religie, însă există și moschei ce permit accesul acestora cu condiția de a se respecta regulile islamice. În Turcia, turiștii nemusulmani sunt acceptați în moschee dar cu respectarea unor reguli stricte, dar de înțeles, cum ar fi să viziteze moscheea numai în perioadele dintre rugăciuni, să poarte pantaloni lungi, fără încălțăminte, femeile să aibă capul acoperit și să păstreze liniștea.

## Moschei importante
- Masjid al-Haram din Mecca, Arabia Saudită, nu o moschee propriu zisă, ci un sanctuar, este cel mai sfânt lăcaș islamic
- Masjid al-Nabawi din Medina, Arabia Saudită este al doilea cel mai sfânt lăcaș în Islam
- Moscheea Al-Aqsa din Ierusalim este cel de-al treilea lăcaș sfânt în Islam
- Moscheea Fazl este prima moschee construită la Londra
- Bait al Futuh din Regatul Unit este cea mai mare moschee din vestul Europei.
- Marea Moschee din Roma din Italia este cea mai mare moschee din întreaga Europă
- Bait an Nur din Canada este cea mai mare moschee din America de Nord
- Moscheea Al-Azhar din Cairo, Egipt
- Moscheea de Alabastru din Cairo, Egipt
- Moscheea Sayyidah Zaynab din Damasc, Siria locul unde se află rămășițele lui Zaynab bint Ali, fiica califului Ali
- Moscheea Sayyidah Ruqayya din Damasc, Siria, este locul unde se află rămășițele lui Farimah, cea mai tânără fiică a lui Husayn ibn Ali
- Moscheea Omeiazilor din Damasc, Siria
- Moscheea din Mangalia din Mangalia, România, este primul lăcaș de cult islamic din România.
- Moscheea Imamului Ali din Najaf, Irak
- Moscheea Imamului Hussein; Karbala, Irak
- Moscheea Al-Kadhimiya din Bagdad, Irak
- Moscheea Al-Askari din Samarra, Irak
- Moscheea Imamului Ridha din Mashhad, Iran
- Moscheea Fatimah al-Ma'sumah din Qom, Iran
- Moscheea Hacı Bayram din Ankara, Turcia
- Moscheea Faisal din Islamabad, Pakistan
- Moscheea Badshahi din Lahore, Pakistan
- Marea Moschee din Cordoba Cordoba, Spania
- Hagia Sophia din Istanbul, Turcia
- Moscheea Sultanului Ahmed (Moscheea Albastră) din Istanbul, Turcia
- Moscheea Shah din Ispahan, Iran
- Moscheea Jama din Delhi, India
- Moscheea Charminar din Hyderabad, India
- Mother Mosque of America-cea mai veche moschee din America de Nord
- Moscheea Huaisheng este una dintre cele mai vechi moschei din China
- Marea Moschee a sultanului Qavoos din Muscat, Oman
- Moscheea Istiqlal din Jakarta, Indonezia
- Moscheea Agung Demak din Demak, Java Centrală, Indonezia
- Moscheea lui Hassan al II-lea din Cassablanca, Maroc